# Port lotniczy Garissa
Port lotniczy Garissa (IATA: GAS, ICAO: HKGA) – port lotniczy położony w Garissa, w Kenii.

## Kierunki lotów i linie lotnicze
| Linia Lotnicza       | Kierunek          |
| -------------------- | ----------------- |
| Freedom Airline      | 1. Nairobi-Wilson |
| Mrash Tours & Travel | 1. Nairobi-Wilson |